# イスラームとネコ

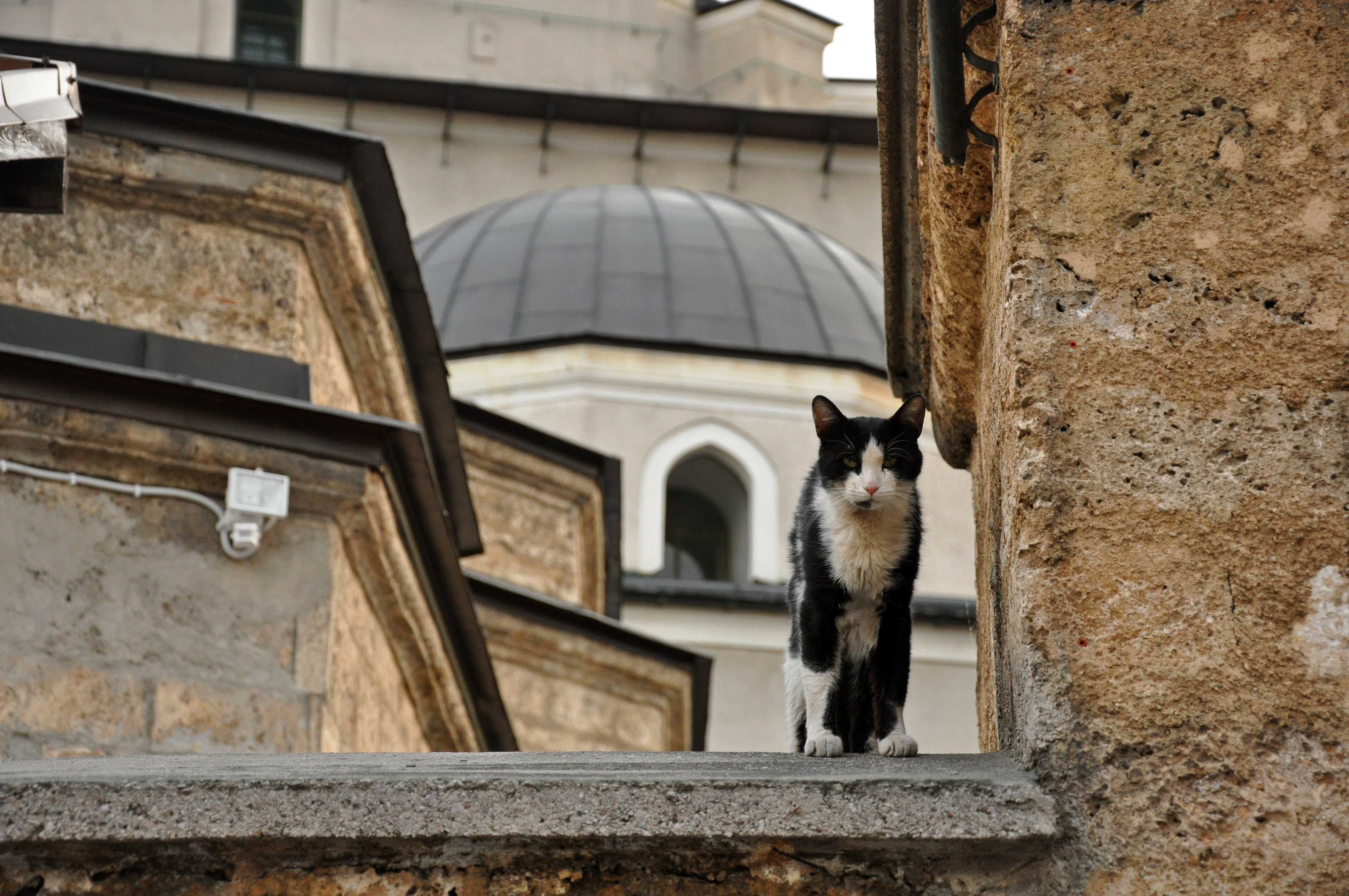
ガジ・フスレヴ＝ベグ・モスク(Gazi Husrev-beg Mosque)の中庭のネコ、ボスニア・ヘルツェゴビナのサラエヴォにて

ネコはイスラム教において敬愛されている動物である。 預言者ムハンマド・イブン＝アブドゥッラーフに愛されていたということに加えてその清潔さから、ネコはムスリムにとっての「真のペット」とみなされている。

## 敬愛の起源
ネコは古代オリエントの時代から近東で尊ばれてきた。これは大いに修正された形式ではあるものの、イスラム教により受け入れられてきた伝統である。ネコは七つの魂を持つと信じられているため、アラビア語には多くのネコの異名がある。イスラム教の聖典であるコーラン（クルアーン）にネコは現れないが、預言者ムハンマドやアブー・フライラにまつわる猫好きの伝承がスンナとなったことが、ネコがイスラーム世界で大事に扱われるようになった一因だと考えられている。
預言者ムハンマドは「ネコへの愛は信仰の一側面である」と言ったと記録されている。また、他のハディースによると、彼はネコを迫害することや殺すことを禁じていたと言われている。彼は自分の外套の上でネコが出産することを許したり、可愛がっている雌のネコのムエザが彼の礼拝服の上で寝ていたときに、ムエザを起こさないように服の袖を切り落としたと伝えられている。このことは、イスラム教において主となる慈悲心という観念に適合している。

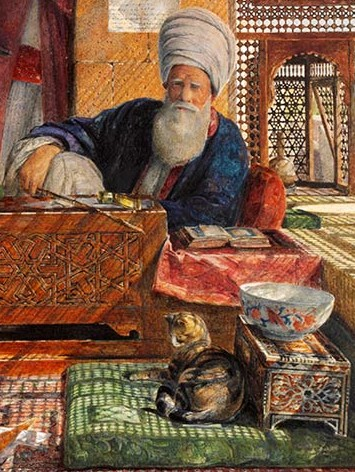
カイロで、イマームの隣で枕の上に乗り休むネコ、ジョン・フレデリック・ルイスによる

ムハンマドのサハーバの一人であり、「子猫の父」を意味する名前を持つアブー・フライラは、ネコへの愛情の深さで知られている。アブー・フライラによれば、彼は羊飼いをしていた時に、昼間は一緒に子猫を連れて行ったという。それが理由であだ名を付けられた。アブー・フライラが主張したところによると、ある女性が雌の子猫に水を与えず餓死させたので地獄に落ちた、とムハンマドが宣言するのを聞いたとのことである。しかしこのことにはムハンマドの寡婦であるアーイシャ・ビント・アブー・バクルが異議を唱えている。伝説によれば、アブー・フライラのネコはムハンマドを蛇から救ったようである。それに感謝した彼はそのネコの背中と額を撫で、そのことにより全てのネコに立ち直り反射を授けたと言われている。額に縞のあるネコがいるが、それはムハンマドの指が触れた印であると信じられている。

## 歴史
ブワイフ朝の君主ルクヌッダウラは執務室に飼い猫を連れ込み、ネコが政務の取り次ぎを行っていた逸話で知られている。
ダマスカスには市民の寄付によってネコの病院、年老いたネコの養老院が設置された。ネコを殺すことは法律によって禁止されていたため、病に罹ったネコや飼うことを好まないネコは処罰を恐れた飼い主によって密かに町の外に捨てられ、これらの捨てネコは飢えと暑さのために死んでいった。
カイロに住んでいたイギリスの東洋学者エドワード・ウィリアム・レイン（1801年 - 1876年）は、13世紀にエジプトを支配したマムルーク朝の君主バイバルスの寄付で建てられたネコ園について記している。一方、バイバルスと同時代のヨーロッパの人々は、教皇勅書の下でネコを食べたり殺したりと、ネコに対してイスラーム世界と全く異なる態度を取っていた。ネコは穀物庫や食料貯蔵庫を有害動物から守るほか、本を破損するネズミを捕食するため、紙を重視するアラブ・イスラーム文化において高く評価されていた。こうした理由から、ネコはイスラームの学者や蔵書家と一緒に絵画に描かれることもよくある。中世のエジプトの動物学者アル＝ダミリ（1344年 - 1405年）は、ノアの方舟に乗っていた動物たちがネズミに不平を持った後、神がライオンにくしゃみをさせたときに最初のネコが創造されたと記述した。
アメリカの詩人・旅行作家のベアード・テイラー（1825年 - 1878年）はシリアの病院でネコが自由にうろついているのを見て驚いた。中でイエネコが保護され餌を与えられていたその施設は、管理人の給料の他に、獣医学的な治療やキャットフードもワクフによって資金提供されていた。
イラン発祥の宗教であるゾロアスター教ではネコは不浄の生き物として扱われているが、現代のイランではネコは邪険にされることも無ければ、可愛がられることも無い。アルジェリアのカビリー地方の物語では、ネコは臆病者として扱われている。

## 衛生と不妊手術

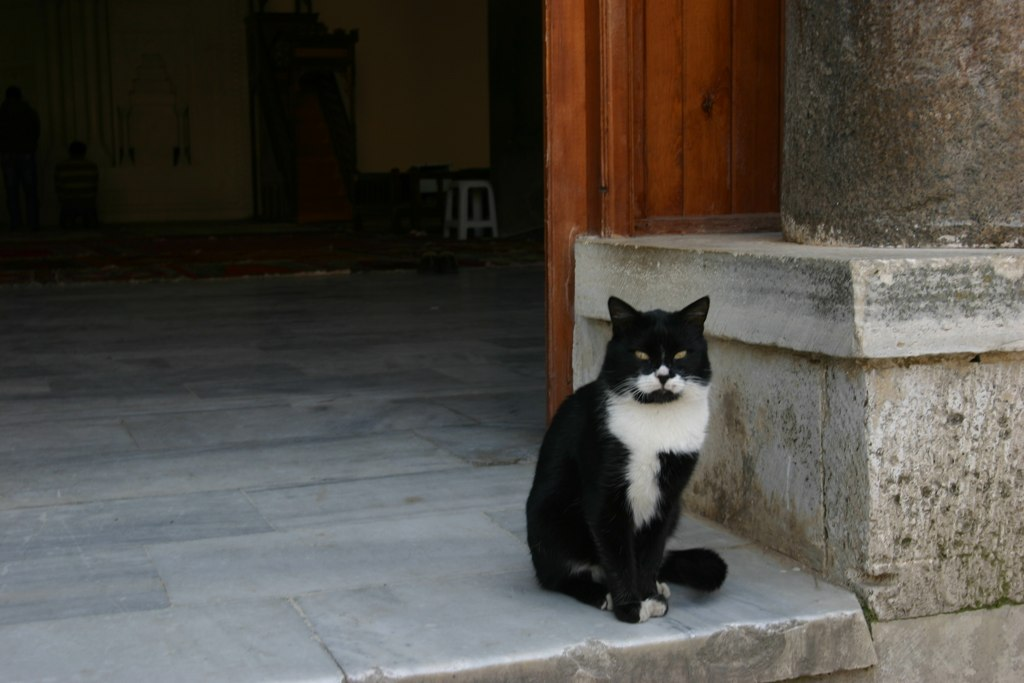
トルコ、シーリンジェのモスクの入り口にいるネコ。人々は奥で礼拝を行っている。

イスラム教の伝統では、ネコはその清潔さにより敬愛されている。ネコはイヌとは違って信仰に基づく手続きの上でも汚れのないものと考えられており、そのため家や、マスジド・ハラームなどのモスクに入ることすら許されている。ネコが口にする食べ物はハラールとみなされており、ネコが飲んだ水はウドゥに使用することができると認められている。さらにムスリムの間には、ネコはサラートを行う人間を探し出すということが広く信じられている。
ウラマーの間では動物に不妊手術をするという問題について意見が分かれている。しかしながら、大半は「もしネコに不妊手術をすることに何らかの利益があり、そのことによってネコが死ぬことがないならば」ネコへの不妊手術は許容されると主張している。20世紀のサウジアラビア人でスンナ派のイマームであったムハンマド・イブン・アリ・ウサイミンは、「もしネコが多すぎて迷惑になっており、そして不妊手術がネコを傷つけないのなら、何も問題はない。なぜなら、ネコが生まれてから殺すよりも良いからである。しかし、もしそのネコが普通のネコで迷惑なことを引き起こしていないのなら、自分たちで繁殖させておいた方が良い」と説いている。